# سترازبينيكا (بانوفيتشي)
سترازبينيكا (بالبوسنوية: Stražbenica)‏ هي قرية في البوسنة والهرسك. وهي تقع في بلدية بانوفيتشي التابعة لكانتون توزلا في اتحاد البوسنة والهرسك. طبقا لنتائج تعداد البوسنة عام 2013 فقد كان عدد سكانها 1,298 نسمة.

## التركيبة السكانية

### التطور التاريخي للسكان
| 1991 | 2013 |
| ---- | ---- |
| 742  | 1298 |

## وصلات خارجية
- Maplandia (بالإنجليزية)